# بویز رنچ (تگزاس)
بویز رنچ (به انگلیسی: Boys Ranch) یک منطقهٔ مسکونی در ایالات متحده آمریکا است که در شهرستان اولدهام، تگزاس واقع شده‌است. بویز رنچ ۴٫۱ کیلومتر مربع مساحت و ۲۸۲ نفر جمعیت دارد و ۹۷۱٫۱ متر بالاتر از سطح دریا واقع شده‌است.